# Лазаренко, Виталий Иванович
Вита́лий Ива́нович Лазаре́нко (род. 4 января 1950, село Терешевцы, Хмельницкий район, Хмельницкая область) — украинский композитор, поэт, художник, заслуженный работник культуры Автономной Республики Крым.

## Биография
Окончил Крымское культурно-просветительное училище в 1971 году. Учился в Львовском государственном университете на факультете романо-германской филологии. Культпросветработник, композитор, поэт, художник. Заслуженный работник культуры АРК. Руководитель клуба творчества «Оберег», член музыкального Союза Крыма, член Всеукраинского общества «Просвіта». Автор пятнадцати песенных сборников, получивших широкое признание на Украине.